# Фергюсон, Чемп
Чемп Фергюсон (англ. Champ Ferguson; 29 ноября 1821 — 20 октября 1865) — американский военачальник времён Гражданской войны в США, лидер крупного партизанского отряда сторонников Конфедерации, действовавшего в восточной части спорного штата Теннесси. Один из двух человек, казнённых за военные преступления, совершённые во время Гражданской войны в США.

## Биография

### Ранние годы
Чемп Фергюсон родился 29 ноября 1821 года в округе Клинтон, штат Кентукки, США. Округ являлся границей со штатом Теннесси. Старший из 10 детей. Как и его отец Уильям Фергюсон (1800—1883) Чемп стал фермером. Ни его семья, ни сам Фергюсон никогда не обладали большим количеством рабов. 12 мая 1844 года женился на Эльзе Энн Смит (1825—1847). Однако через три года после свадьбы жена умерла. В браке родился сын, имя которого неизвестно, так как он умер вскоре после рождения. 23 июля 1848 года женился вторым браком на Марте Оуен (1826—1901). В браке родилась дочь Энн Элизабет Фергюсон (06.01.1850 — 08.05.1922).
В 1858 году Чемп Фергюсон был обвинён в убийстве в округе Фентресс местного шерифа Джеймса Рида. Также он обвинялся в избиении человека по фамилии Эванс, однако суду не удалось доказать причастность Фергюсона к этим событиям. Однако репутация его семьи была испорчена, и в конце 1850-х годов Чемп вместе с женой и дочерью был вынужден переехать в округ Уайт, штат Теннесси.

## Гражданская война в США
В начале Гражданской войны в США, в штате Теннесси фактически произошло разделение общества. Законодательно штат присоединился к Конфедерации 2 июля 1861 года. Однако фактически Западный Теннесси, где преобладали малоземельные фермеры, перешёл под контроль сторонников Союза, в Восточном Теннесси же преобладали про-конфедеративные настроения.
Штат с апреля 1862 года находился под полным контролем федеральных войск, разбивших южан при Шайло, после чего большая часть сторонников конфедератов ушли в горы Восточного Теннесси, где создали множество партизанских отрядов и фактически установили над регионом свою власть. В декабре 1861 года брат Чемпа Фергюсона — Джеймс, служивший в 1-м кавалерийском батальоне Кентукки, погиб в бою с южанами.
В том же 1861 году сторонник рабства и Конфедерации Чемп Фергюсон создал конный партизанский отряд из своих единомышленников. Скрываясь в горах Восточного Теннесси, отряд совершал вылазки против федеральных войск и убивал тех, кто, по мнению Фергюсона, поддерживал Союз. Бойцы Фергюсона поддерживали связь с отрядом бригадного генерала Конфедерации Джона Моргана, который, по некоторым сведениям, присвоил Чемпу Фергюсону звание капитана армии КША. Кроме того, партизаны Фергюсона поддерживали войска Джозефа Уилера. Однако отряд Фергюсона был мало дисциплинированным в военном понимании, активно занимаясь грабежами и убийствами мирных жителей, а также показательными казнями пленных солдат Союза.
По распространившихся в Восточном Теннесси во время войны слухам, сам Фергюсон был крайне жесток в отношении как солдат, так и простых сторонников Союза. Ходили слухи, что он убивал больных и раненных, а пленных казнил собственноручно. Даже у самих южан к отряду Чемпа Фергюсона было предвзятое отношение. Однажды власти Конфедерации арестовали его по обвинению в убийстве чиновника и Фергюсон отбыл два месяца в тюрьме штата Вирджиния, однако обвинения были с него сняты за недоказанностью.
В итоге к началу 1865 года от действий отряда Чемпа Фергюсона погибли по меньшей мере 100 солдат федеральных войск и несколько десятков мирных жителей.

## Суд и казнь
В начале 1865 года, видя безнадёжность положения Конфедерации, Чемп Фергюсон распустил свой отряд и вернулся на свою ферму. Через несколько дней он был арестован федеральными властями по обвинению в том, что в ходе боевых действий лично совершил не менее 53 убийств. В частности, он был обвинён в том, что во время битвы при Солтвилле в 1864 году он со своими людьми приказал убить всех раненных военнопленных.
На суде Чемп Фергюсон признал свою вину в убийствах и ведении войны против федеральных войск, однако настаивал на том, что все убийства были оправданы жестокостью боевых действий. 
10 октября 1865 года был оглашён приговор. Чемп Фергюсон был признан виновным в нарушении обычаев ведения войны, собственноручном совершении по крайней мере 53 убийств, в том числе и мирных жителей, и приговорён к смертной казни.
Приговор был приведён в исполнение 20 октября 1865 года в Нашвилле, штат Теннесси.
Фергюсон стал первым из двух людей. казнённых за совершение военных преступлений в ходе Гражданской войны в США. Через три недели после него в Вашингтоне был казнён Генри Вирц.